# Maximilian-Kolbe-Werk
Maximilian-Kolbe-Werk (Dzieło im. Maksymiliana Kolbego) – stowarzyszenie założone przez niemieckich działaczy katolickich, którego celem jest niesienie pomocy ofiarom gett i byłym więźniom niemieckich obozów koncentracyjnych.
Geneza organizacji związana jest z wyjazdem grupy Niemców z ruchu Pax Christi do Oświęcimia w maju 1964 roku. Spotkali się wówczas m.in. z byłymi więźniami Auschwitz-Birkenau. Warunki życia, w których funkcjonowały ofiary III Rzeszy, skłoniły grupę pod wodzą Alfonsa Erba do przeprowadzenia zbiórki funduszy. W roku 1973 doszło do przekształcenia akcji w stowarzyszenie. Patronem organizacji został Maksymilian Maria Kolbe. Przewodniczącym Maximilian-Kolbe-Werk był m.in. Werner Remmers.
W 2007 roku członkowie stowarzyszenia, dzięki wsparciu finansowemu episkopatów Polski i Niemiec, założyli Fundację im. Maksymiliana Kolbego.
W 2000 roku stowarzyszenie otrzymało Polsko-Niemiecką Nagrodę za szczególne zasługi dla rozwoju stosunków między obydwoma krajami, a w 2008 uhonorowano je nagrodą miasta Königstein im. Eugena Kogona.